# Endavant
Endavant-Organització Socialista d'Alliberament Nacional (en français : En avant-Organisation socialiste de libération nationale), ou simplement Endavant (OSAN) ou Endavant est une organisation indépendantiste et communiste catalane qui fait partie de la gauche indépendantiste. Il soutient et participe à la Candidature d'unité populaire (CUP).
Représente la tendance anticapitaliste et indépendantiste la plus radicale au sein de la CUP, favorable à une stratégie unitaire des Pays catalans et la plus réticente à la politique institutionnelle.
Endavant est présent, quoique résiduel, à Perpignan.